# Enco Lesić
Enco Lesić (?, 1950. – Split, 31. srpnja 2013.) bio je hrvatski skladatelj. Potječe iz glazbene obitelji, otac Vinko također je bio glazbenik.

## Karijera
Početkom 1970-ih bio je član sarajevske grupe Indexi. U siječnju 1972. u glazbenoj emisiji "Maksimetar" na TV Beograd. Lesić ubrzo napušta Indexe i u Zagrebu osniva grupu Spektar.
Osamdesetih godina prošlog stoljeća dolazi u Beograd, gdje otvara studio "Druga maca", koji će postati odskočna daska za sastave novog vala. Album "Paket aranžman" snimljen je 1981. godine u Encovom studiju, a bio je i u ulozi glavnog producenta albuma koji je kreirao na kojem su nastupili Idoli, Električni orgazam i Šarlo akrobata.
Kasnije su u njegovom studiju snimali EKV i grupa U škripcu. Skladao je glazbu za osam dugometražnih filmova, među kojima su "Poltron", "Lijepe žene prolaze kroz grad", "Sulude godine". Tijekom 1990-ih Enzo zatvara studio i vraća se u Split.